# Posizioni promettenti
Posizioni promettenti (Private Resort) è un film del 1985 diretto da George Bowers.
È una commedia sexy con Johnny Depp e Rob Morrow.

## Trama
Jack e Ben sono due ragazzi che decidono di trascorrere le loro vacanze in un resort privato colmo di bellissime donne in bikini. Ben è di natura più timida rispetto a Jack, che invece è sempre spontaneo e sicuro di sé. Durante il loro soggiorno nel resort vivranno molte avventure e le loro storie si intrecceranno con quelle di altri singolari personaggi, quali un ladro soprannominato "il Maestro", la dolce cameriera Patti e la graziosa Dana.

## Produzione e distribuzione
Il film è stato definito dallo stesso Depp come "prototipo di Baywatch", ma non è irragionevole considerarlo anche come un derivato di Porky's. Johnny Depp e Rob Morrow hanno ammesso di aver provato imbarazzo dopo la visione del film.  Unico film in cui Johnny Depp, all'epoca ancora sconosciuto, appare nudo, si tratta di una produzione di basso profilo, che non ha avuto successo di pubblico né di critica, e oggi risulta introvabile anche in home video.